# Incantatrice (DC Comics)
L'Incantatrice (Enchantress) è un personaggio immaginario dei fumetti pubblicato dalla DC Comics e creato da Bob Haney e Howard Purcell e apparso per la prima volta nella serie di fumetti Strange Adventures nell'aprile del 1966. Il personaggio appare anche nel film Suicide Squad del 2016, nel ruolo di antagonista principale.

## La storia
La giovane artista June Moone, durante una festa in un vecchio castello, si imbatte in una camera segreta in cui un'entità magica nota come Dzamor la mette nelle condizioni di combattere una presenza malefica che si aggirava nel castello: ogni volta che pronuncia la parola "Incantatrice" il suo aspetto cambia ed entra in possesso di capacità mistiche incredibili. Nel corso delle storie successive si unirà a diversi gruppi, come la Suicide Squad, lo Shadowpact, le Sentinelle della Magia, i Villains Forgotten e la Justice League Dark. In più occasioni l'Incantatrice cercherà di sottrarsi al controllo di June Moone, altre volte saranno terzi personaggi a permettere questa scissione, come il demone Incubus e l'entità Faust. In alcune storie June chiederà aiuto alla maga Xanadu per tenere sotto controllo l'Incantatrice.

## The New 52
Nel The New 52 l'Incantatrice e June sono entità separate, e questo porta la prima a impazzire a causa della mancata unione con June. Il personaggio appare come nemico della Justice League Dark, infine viene fermata da John Constantine che lega nuovamente l'Incantatrice a June.

## Poteri e abilità
L'Incantatrice è una strega molto potente ed estremamente malvagia. Può manipolare la magia nera a livelli elevati, in una miriade di modi differenti, che vanno dal teletrasporto, alla telecinesi e alle capacità curative. Può inoltre influenzare cose ed oggetti inanimati con la sua magia e passare attraverso i muri. È anche in grado di captare le auree magiche, capacità che ha sfruttato per intercettare lo Spettro.

## Altri media

### Cinema

#### Animazione
L'Incantatrice appare nel film d'animazione Justice League: The Flashpoint Paradox.

#### DC Extended Universe

L'Incantatrice interpretata da Cara Delevigne in Suicide Squad (2016)

L'Incantatrice appare come antagonista principale nel film del DC Extended Universe Suicide Squad (2016), interpretata dalla modella e attrice inglese Cara Delevingne, in cui è la vera nemica che si scontra con la Squadra Suicida, assieme a suo fratello Incubus. In questa versione, è rappresentata come una divinità precolombiana, che ha posseduto l'archeologa June Moone. Amanda Waller cerca di costringerla ad entrare a far parte della Squadra Suicida sottraendole il cuore, l'unica sua parte vulnerabile. La strega però, grazie all'aiuto del suo bestiale fratello Incubus riesce a liberarsi dal controllo della A.R.G.U.S., e, successivamente, nel tentativo di schiavizzare l'umanità, utilizza la tecnologia umana mista alla sua magia per creare una macchina in grado di assorbire tutta l'energia artificiale presente sulla Terra e di liquefare i satelliti e gli altri mezzi di telecomunicazione avanzata. Riesce da sola a sconfiggere tutti i membri della Squadra Suicida, ma verrà sopraffatta con l'inganno da Harley Quinn (che di soppiatto le ruberà il cuore ferendola con la spada di Katana dal petto) infine uccisa da Rick Flag che le distruggerà il cuore sbriciolandolo, liberando la dottoressa June dalla maledizione.

### Televisione
- L'Incantatrice appare nella serie televisiva di Arrowverse Legends of Tomorrow, interpretata da Samantha Liana Cole.
- Il personaggio appare nelle serie animate DC Super Hero Girls.Harley Quinn e Kite Man: Hell Yeah!.
- L'Incantatrice è apparsa nella serie animata Harley Quinn e il suo spin-off Kite Man: Hell Yeah!.
- L'Incantatrice è apparsa anche nell'anime Suicide Squad Isekai.

### Videogiochi
- L'Incantatrice appare come personaggio giocabile aggiuntivo nel videogioco Injustice 2 tramite apposito DLC personaggio.